# Rome Rather Than You
Rome Rather Than You (título original:Roma wa la n'toura ; en español: Roma en lugar de ti) es una película dramática de 2006 dirigida por Tariq Teguia y protagonizada por Samira Kaddour y Rachid Amrani como dos jóvenes que intentan dejar atrás Argelia y la guerra civil argelina por un futuro mejor. Es el debut como director de largometrajes de Teguia,  quien anteriormente había realizado algunos cortometrajes y un documental de 2002.  La película ganó el premio especial del jurado en el Festival Internacional de Cine de Friburgo de 2007.

## Sinopsis
Kamel, de veinte años, y su amiga, Zina, de veintitrés, buscan en Argel al traficante de personas Bosco para obtener pasaportes falsificados y poder salir del país hacia Roma.

## Elenco
- Samira Kaddour como Zina
- Rachid Amrani como Kamel
- Ahmed Benaissa como el policía
- Kader Affak como Malek
- Lali Maloufi como Merzak
- Moustapha Benchaïb como Mahmoud
- Khaddra Boudedhane como madre de Zina
- Rabbie Azzabi como joven en ropa deportiva
- Fethi Ghares como joven en ropa de trabajo

## Recepción
El crítico de la revista Variety, Robert Koehler, elogió "el exitoso debut de Tariq Teguia. . . Aunque los momentos finales son previsibles, tanto la llegada como las secuelas inmediatas muestran a Teguia como un director prometedor". Koehler también aprobó las "[actuaciones] naturalistas y tranquilas" de Kaddoui y Amrani.  En Slant Magazine, sin embargo, Eric Henderson consideró que la película fue "concebida con arrogancia, ejecutada con pretensiones y prolongada con petulancia".